# Myfanwy Piper

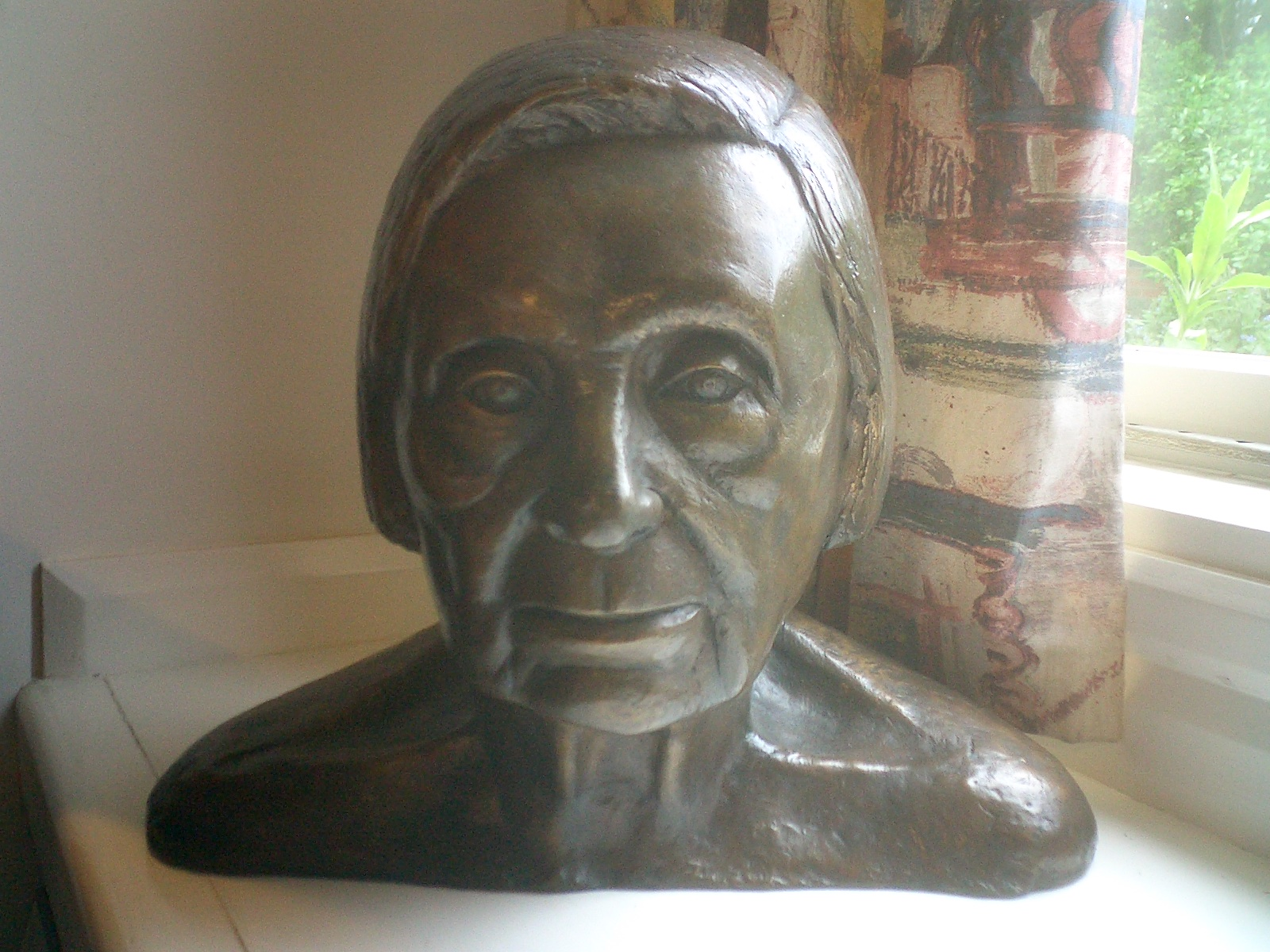
Büste von Myfanwy Piper.

Mary Myfanwy Piper, geboren als Mary Myfanwy Evans (* 28. März 1911 in London; † 18. Januar 1997 in Fawley Bottom (Buckinghamshire)), war eine englische Journalistin und Opern-Librettistin.

## Leben
Geboren in London, heiratete sie den Künstler John Piper (1903–1992).
Sie hat mit Benjamin Britten zusammengearbeitet und die Libretti mehrerer seiner und weiterer Opern geschrieben:
- The Turn of the Screw (nach Henry James)
- Owen Wingrave (nach Henry James)
- Death in Venice (nach Thomas Manns Novelle).